# アイルランド内戦
アイルランド内戦（アイルランドないせん、英語: Irish Civil War, アイルランド語: Cogadh Cathartha na hÉireann）は、1921年12月6日に締結された英愛条約とアイルランド自由国の建国を巡って、アイルランドで行われた内戦。アイルランド自由国はアイルランド共和国の前身である。反対者たちはアイルランド自由国がイギリス領内の自治国（ドミニオン）に留まっていること、そして北アイルランド6県が自由国に含まれていないことに反発していた。内戦で取り上げられた問題は今日の北アイルランド問題の根幹をなしており、その傷はアイルランドの政治にも大きな影響を与えることになった。

## 背景

### 条約
英愛条約はアイルランドの分離独立派（アイルランド共和国（暫定政府）として活動した）とイギリス政府の間で発生したアイルランド独立戦争の講和条約として締結された。この条約によりアイルランドには自治が認められ、アイルランド島のほぼ全域を統治し、アイルランド警察とアイルランド自由国軍を設立することになった。しかし多くのアイルランド民族主義者が望んだ共和国建国は行われず、イギリス国王を元首とするイギリス帝国の傘下に留まることになった。さらに条約では、新たに設けられるアイルランド議会（ウラクタス）の議員は自由国憲法およびイギリス国王に忠誠を誓うこととされていた。自由国は西部・南部アイルランドの26県で構成され、アルスターの6県は北アイルランドとしてイギリス統治下に残された。いくつかの港はイギリス海軍の管理が続くことになった。これらの内容にもかかわらず、条約を締結した独立戦争のアイルランド側指導者マイケル・コリンズは、この条約について“全ての国々が望む最終的な自由ではないが、それを実現する可能性が与えられた”と述べている。後にコリンズの政敵によってこの言葉は証明され、自由国はアイルランド共和国となり、イギリスからの完全独立を達成している。しかし、1922年当時には多くの反英活動家が、条約を認めてはイギリスからの独立は永久に訪れないと考えていた。

### アイルランド民族主義運動
条約を巡る対立には、指導者たちの個人的な関係もからんでいた。条約の賛成派・反対派を問わず、指導者の多くがアイルランド独立戦争の参加者であり、親密な友人である場合も多かった。マイケル・コリンズは、自身が条約締結に関するイギリスとの交渉役に任命されたのはエイモン・デ・ヴァレラとの個人的な怨恨が原因であると考えていた。そのためデ・ヴァレラが条約を拒否すると、コリンズはイギリス政府のロイド・ジョージとウィンストン・チャーチルとの交渉に乗り出すことになる。
ドイル・エアラン（アイルランド議会）は1921年12月、かろうじて英愛条約を批准した。条約の批准に際してデ・ヴァレラはアイルランド暫定政権の代表を辞任し、議会外で反条約を掲げるシン・フェイン党を統率した。彼は議会の正統性を攻撃し、議員たちはアイルランドへの忠誠義務に違反していると訴えた。マイケル・コリンズとアーサー・グリフィスにより率いられていた政府は、条約に従ってアイルランド自由国を建国し、独立戦争を戦ったアイルランド共和軍（IRA）に代わる国軍と警察の設立を行った。英愛条約の賛同者側は条約賛成派、国軍、自由国であり、それに対して反対者側は条約反対派、不正規軍、共和国であった。IRAは1916年のイースター蜂起の際に建国宣言が行われた「アイルランド共和国」の正統性を主張し、自由国建国という妥協を行った者たちを裏切り者であると見なしていた。デ・ヴァレラも義勇兵としてIRAに参加し、リーアム・リンチらが指導者となった。

## 内戦の経過

### ダブリンの市街戦

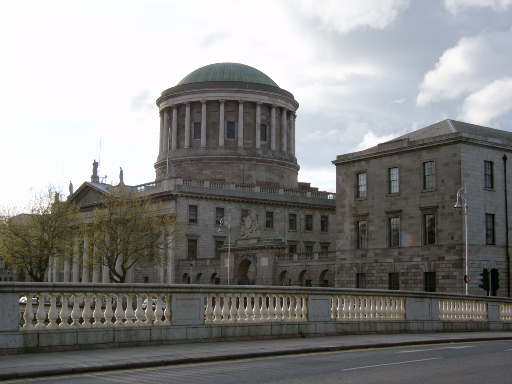
リフィー川キーサイド沿いのフォー・コーツ - この建物は内戦の際に反条約派により占領された。自由国軍は建物を砲撃、大きな損傷を受けたが、戦後に修復されている。

1922年4月、ロリー・オコナー率いる反条約派がダブリンのフォー・コーツを占領し、ダブリン市内の緊張が高まった。
条約反対派は、イギリス軍との戦端を再び開けばアイルランドの民族主義者たちが一つになれると予想していた。しかし自由国の建国を決断し、困難な状況下でアイルランドの自治を進めていこうと試みていた条約賛成派の指導者たちにとって、彼らの行動は反乱に他ならなかった。マイケル・コリンズはフォー・コーツを占拠するグループに対し、その場を立ち去るように説得したが、オコナーらはこれを拒否、コリンズはフォー・コーツの砲撃を決断した。この決定の影には、イギリスによるアイルランド再占領の可能性を恐れていたコリンズの思惑があったとされる。フォー・コーツを巡る争いは、イギリス軍の撤退に伴い国中で発生していた騒乱の一つにすぎなかったが、結果的に内戦の開幕を告げる転換点となった。
イギリス軍から提供された火砲を用いて自由国軍の砲撃が開始されると、小火器しか持たない反条約派は数日間の抵抗の末に降伏した。この事件による混乱を突いて、アイルランド公文書館が爆破され、1000年もの歴史をもつアイルランド関連文書や宗教文書が灰となった。数名の反条約派指導者たち、アーニー・オマリーはかろうじて包囲を突破し、闘争を継続した。争いは激しさを増し、7月5日には反条約派のIRAがダブリンのオコンネル通りを占領し、その後1週間にわたり通りを巡って争いが継続した。この期間における犠牲者には、共和国派の指導者カハル・ブルハが含まれている。
ダブリンを巡る戦いが収束すると、自由国政府は首都の支配権を掌握し、反条約派はダブリンを離れ、アイルランド中に広がっていった。
内戦が開始されると、IRAは二派に分裂した。反条約派はIRAからより大きな支援を得たが、IRAには指揮系統、戦略、そして武器が欠けていた。彼らは防御的なスタンスをとらざるをえなかった。イギリス軍から火砲、飛行機、装甲車、機関銃、小火器、弾薬などを提供されていた自由国政府軍は、非正規軍に対し圧倒的な優位にあった。内戦が終結する頃には兵士数は5万5千人を数えていた。コリンズ配下の指揮官は、ダブリンにおけるIRA支部の条約賛成派から選抜されており、The Squad（もしくは「十二使徒」）と呼ばれた暗殺専門の組織さえ存在した。内戦中に行われた残酷な行為の一部は、このグループによるものであった。自由国軍将校の多くはIRAの出身であったが、末端の兵士は第一次世界大戦をイギリス軍兵士として戦った帰還兵たちであった。

### 自由国軍による主要都市占領

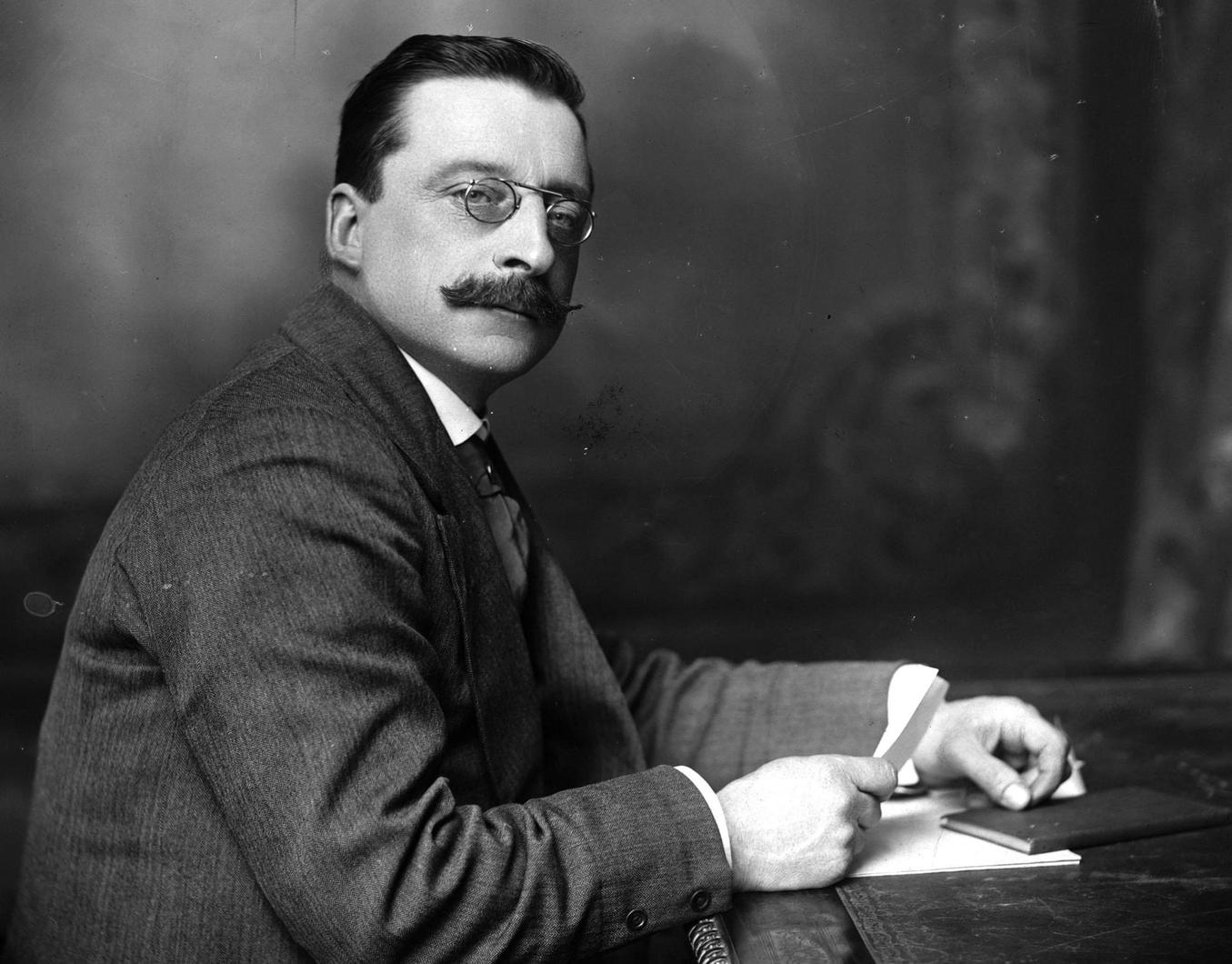
アーサー・グリフィス

ダブリンが自由国軍の手に落ちると、戦闘はアイルランド中に拡大し、コーク、リムリック、ウォーターフォードなどの都市が反条約派により占領され、「マンスター共和国」の建国が宣言された。しかし反条約派は正規戦を戦える装備を有しておらず、イギリス軍からの装備の提供を受けていた自由国軍は、それらの都市を簡単に奪取した。8月10日、マンスター共和国の最後の砦であったコークは自由国軍により占領され、反乱側の指導者たちは独立戦争時の戦友により処刑された。自由国軍により主要都市が掌握されると、内戦は暗殺を中心にしたゲリラ戦へと変貌していった。同年8月には国防相を務めていたマイケル・コリンズが反条約派によって自宅付近で殺害された。ドイル・エアラン議長を務めていたアーサー・グリフィスも心臓発作により急死し、自由国政府はW・T・コスグレイヴと自由国軍の指揮官リチャード・マルケイらにより指導されることになった。

### 虐殺と戦争終結
内戦の後半は、都市におけるテロと郊外でのゲリラ戦が中心となった。反条約派はショーン・ヘイルズなどの対立するドイル議員を暗殺した。その返答として政府は、これ以上の不法行為が続けば獄中のIRAメンバーを射殺すると発表した。結果として4人の重要人物、ローリー・オコナー、リーアム・メローズと他2名がアイルランドの4地域の代表として殺害された。戦後になって、この内戦中に政府は77名の逮捕者を不法に殺害したことが明らかとなっている。それに加え、自由国軍は激戦が続いたケリー県を中心に捕虜の処刑を行っていた。最も陰惨な例では、Ballyseedyにおいて9人の捕虜が地雷に固定され、爆死しなかった者に機関銃を浴びせたとされている。
反条約派は民衆の支援を得られず、ゲリラ戦を散発的に行うことしかできなかった。内戦直後に行われた1923年総選挙でも、反条約派にはわずかな支持しか集まっていない。アイルランド社会に大きな影響力を持つカトリック教会も自由国政府を支持し、反条約派に属する兵士に対する秘跡の授与を拒否している。反条約派の敗戦が確実になると、デ・ヴァレラは休戦を求め、1923年5月にゲリラに対して武器を捨てるように呼びかけた。反条約派の強硬派であったリーアム・リンチがウォーターフォード県ノックミールダウンでの戦闘で死亡し、より現実主義的なフランク・エイケンの影響力が強まったことも、戦闘の中止を促進した。その後数週間でデ・ヴァレラを含む数千人の反条約派メンバーが逮捕され、内戦は一応の終結を見た。

### ロイヤリストへの攻撃
内戦の原因は英愛条約にあったものの、戦闘の大義を欲していた反条約派は、古くからの伝統的共和主義者の訴え“貧しい民衆たち”を指向するようになった。地主の大部分を占める王党派（ロイヤリスト）への攻撃が行われ、彼らの土地の多くは貧しい小作農により占拠された。攻撃は地主に対してだけでなく、貧しい植民者にも向かった。多くのロイヤリストが自由国政府軍を支持し、アイルランドでの影響力を保持しようと活動するイギリス軍の支援を行う者さえ存在した。このような行動により戦後、ロイヤリストの立場は悪化することになる。

## 内戦の犠牲
内戦は比較的短期間で終了したが、犠牲者はマイケル・コリンズを始めとして多数に及んだ。条約賛成派、反対派の双方が凄惨な事件を引き起こした。反条約派は幾人ものドイル議員を殺害し、その住居であるという理由からムーア・ホールを始めとする多くの貴重な建物を破壊した。自由国政府側は合法的、非合法的に多くの逮捕者を処刑した。自由国政府側の公式の犠牲者は800名であるが、実際には4千名にも及ぶと見られる。アイルランドの経済は、内戦により大きな打撃を受けた。内戦終結時に収監されていた1万2千人にも及ぶ逮捕者の大多数は、1924年まで解放されなかった。

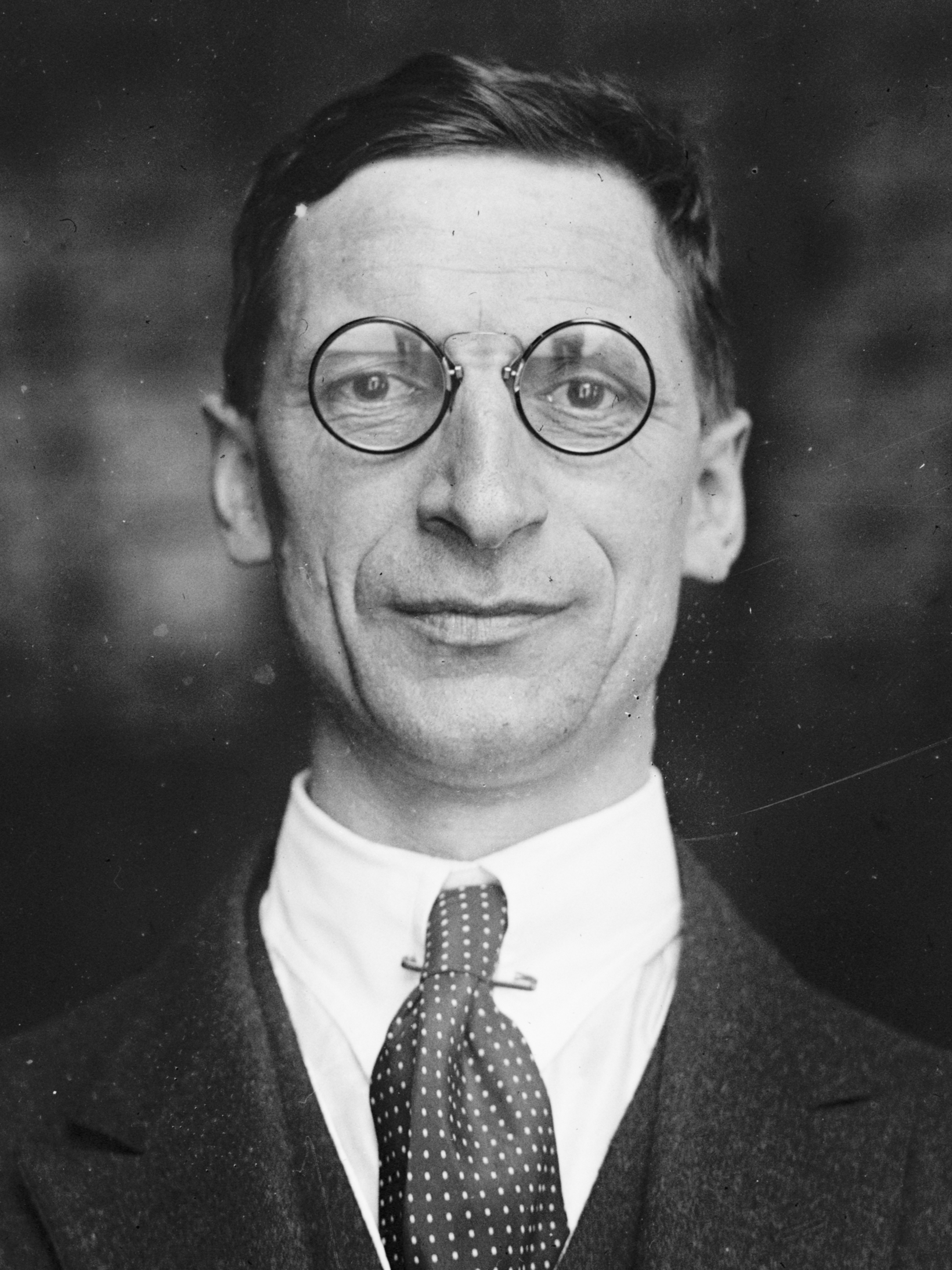
エイモン・デ・ヴァレラ

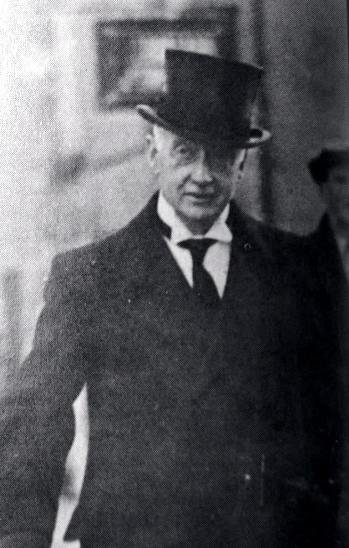
ウィリアム・コスグレイヴ

これらの事実にもかかわらず、アイルランド内戦の犠牲者は他国の内戦に比べて少なかったとする見方もある。犠牲者数はロシア内戦、スペイン内戦に比べて格段に小さかった。さらに新たに創設されたアイルランド警察が内戦に参加しなかったことは、戦後の内政の安定に寄与した。
1926年、あくまで闘争の継続を望む反条約派の説得に失敗したデ・ヴァレラは国政に復帰し、フィアナ・フォイル（共和党）を設立した。
多くの内戦がそうであるように、アイルランド内戦も後のアイルランドの政治に多大な影響を与えた。今日の国会（ウラクタス）における二大政党フィアナ・フォイルとフィナ・ゲール（統一アイルランド党）は、それぞれ条約の反対派と賛成派が1922年に結成した政党である。1970年代に至るまで、主要な政治家のほぼ全員が内戦への参加者であったため、政党間の対立には暗い影が伴った。内戦参加者を挙げると、フィアナ・フォイルではエイモン・デ・ヴァレラ、フランク・エイケン、トッド・アンドリュース、ショーン・リーマスなど、フィナ・ゲールにはW・T・コスグレイヴ、リチャード・マルケイ、ケヴィン・オイギンスなどがいる。1930年にフィアナ・フォイルが政権を握ると、IRAと親自由国のブルーシャツ（The Blueshirts）との間で内戦の再発が懸念された。
IRAは政治方針を巡って分裂を繰り返し、その内の一派は1980年代に入っても1916年のイースター蜂起で設立が宣言されたアイルランド共和国暫定政府の正統性と1921年の条約の不当性を主張している。マイケル・マクダウェルなど一部の政治家がこれに同調しており、IRA暫定派への支持が今でも絶えないことを裏付けている。